# Alain Lacoste
Pour les articles homonymes, voir Lacoste.
Alain Lacoste né le 10 décembre 1935 à Laval et mort le 26 avril 2022 à Craon, est un peintre et sculpteur français,.
Il est rattaché à la mouvance des arts singuliers,.

## Biographie
Après avoir suivi une scolarité dans des établissements catholiques, Alain Lacoste entame en 1954 des études littéraires à Rennes, puis Paris. En 1955, il entre en classe d'hypokhâgne au lycée Louis Legrand à Paris. En 1956, il s'oriente vers des études d'histoire et de géographie au lycée Lakanal de sceaux. En 1961, il obtient le CAPES puis un DES d'histoire. Il se marie. De retour du service militaire pour partie en Algérie, il est nommé, en 1963, professeur à Béthune, une profession qu'il déclare détester : « Je préparais mes cours, puis comme je détestais ce métier, je dessinais pour me défouler. J’ai continué en passant d’autres concours. Autres fonctionnariats, autres calvaires ». Alain Lacoste rêve d'être conservateur. En 1970, son divorce et des problèmes familiaux l'exposent à des problèmes psychologiques. Il séjourne un an dans un hôpital psychiatrique. Il rencontre ensuite celle qui deviendra sa seconde femme.
En 1975, il devient attaché d'administration à la suite d'un concours. Alain Lacoste aura, entre autres, la charge de responsable de la revue artistique L’actualité des Arts plastiques à l’Institut pédagogique de Paris.
En 1978, il retourne vivre à Laval et entre au conseil départemental de la Mayenne.
À partir de 1992, il termine sa vie professionnelle au Musée Archéologique de Jublains (Mayenne), en tant que responsable des ressources humaines. .
Après avoir longtemps habité Changé, près de Laval (Mayenne), il prend sa retraite en 1996  et s'installe avec sa femme Danièle à côté de Craon. Il meurt le 26 avril 2022,, à Craon.

### Peintre, «père de l'art singulier»
Alain Lacoste s’essaie très tôt aux pratiques artistiques en autodidacte. Alors professeur d'histoire, il commence par la sculpture sur bois et peint à partir de photographies. Plus tard, il oriente son art vers la réutilisation de déchets, notamment de bois de récupération, de souches, de pierres ou de vieux chiffons etc.
Beaucoup considère Alain Lacoste comme l'un des pères des artistes singuliers, en filiation avec Gaston Chaissac. Ses œuvres, souvent en volume, donnent vie à des scènes de la vie quotidienne, des personnages, des animaux, qui s'emmêlent.
Alain Lacoste joue avec la matière, mais il aime aussi manipuler les mots, souvent avec humour. Il a la passion du titre qui laisse souvent perplexe le spectateur : La Norme européenne de l’œuf, Mal dans son assiette, Dégommeur de chapiteau, Le Christ bouffé par son auréole… Le titre participe à la dimension narrative de l’œuvre. L'artiste a toujours aimé la poésie et pratiqué l'écriture et dit que « Cela me permet donc de trouver facilement les titres à mes œuvres. C’est comme un jeu. Parfois, le temps d’arriver à mon cahier pour noter le titre, j’en ai trouvé un autre. et cela devient un œuvre à plus d'un titre. »

### Inspiration
Dès les années 1970, il s'inspire de l'univers surréaliste du Belge Paul Delvaux — il appelle d'ailleurs ses peintures naïves néoclassiques, ses « delvautions » : "j'ai fait mes delvautions"
Sa rencontre dans les années 1980 avec l'artiste Robert Tatin est déterminante dans son parcours pictural, « une confirmation » dira-t-il, de même que sa correspondance avec Jean Dubuffet. Alain Lacoste fait aussi la rencontre du peintre Stani Nitkowski avec lequel il se lie, comme Louis Chabaud, Gérard Sendrey qui l'encouragent dans sa démarche artistique anticonformiste. On évoque d'autres artistes encore à son sujet : Gaston Chaissac — dans lequel il se reconnaît —, Chomo, Antoine Rigal, mais aussi Marc Chagall et Pablo Picasso.
Ses supports variés tels que le bois, la pierre, le papier, le carton, sur lesquels il ajoute dessins, peinture et matériaux qu’il colle les uns aux autres, accordant toujours une grande importance à la matière, en dehors de tout esprit d'école ou de groupe.

### Un artiste en marge des circuits classiques du marché de l'art
Alain Lacoste est toujours resté en dehors des circuits traditionnels de marchands ou de galeristes parisiens. «Les artistes ne sont pas faits pour amuser la galerie, disait-il».Cependant, en mars 2021, l’hôtel des ventes de Laval organise, durant la pandémie de Covid-19, la vente aux enchères de plus de 185 œuvres de l’artiste et une visite virtuelle de l'exposition préalable à cette vente. La vente est une première pour l'artiste et un succès salué par la presse. Une deuxième vente aux enchères, de plus de 180 œuvres, s’est déroulée en octobre 2024 à l’Hôtel des ventes Drouot-Paris.  

## Réception critique
- Michel Thévoz, historien et conservateur écrit : « Lacoste est capable de déchaîner une tempête dans un tout petit format et de nous faire tanguer sur un bateau ivre… sa peinture est intensément communicative… [son] art désencadré, émasculé et jubilatoire[14] ! »
- Jean Dubuffet écrira à Alain Lacoste : « C’est pour moi un grand plaisir de rencontrer des exemples ainsi frappants de création et témoignant d’impulsions inventives impressionnantes[15] ».
- Robert Tatin, peintre et sculpteur, qualifie Alain Lacoste dans les années 1980 d'« artiste singulier », bien qu’il se considère lui-même davantage comme « un peintre de variété ».  « Notre ami Lacoste fait une peinture excellente… Il rigole derrière les nuages … C’est une peinture pleine d’humour ! »

## Musées et expositions
Les œuvres de Lacoste sont présentes dans différentes collections comme le musée d'Art moderne de Lille Métropole (LaM), le musée Robert Tatin à Cossé-le-Vivien en Mayenne, le musée Cérès Franco à Montolieu dans l’Aude, le musée Cécile Sabourdy à Vicq-sur-Breuilh dans la Haute-Vienne, le musée des Arts Buissonniers à Saint-Sever-du-Moustier dans l’Aveyron, …  
Dès 1982, des œuvres de l'artiste entrent dans les collections de La Fabuloserie à Dicy.
En 2010, le musée d'Art naïf et d'Arts singuliers de Laval organise une importante rétrospective de son travail. Alain Lacoste offre alors 70 œuvres à cette institution.
En 2016, des œuvres de Lacoste intègrent le nouveau musée d'Arts brut, singulier et autres de Montpellier.
En 2020, le musée de la Création Franche à Bègles organise une rétrospective de l'artiste : plus d'une centaine d'œuvres sont exposées.
Un grand nombre de ses œuvres sont présentes également dans des musées en Europe, comme la Collection de l'Art brut à Lausanne (Suisse), le musée Dr Guislain à Gand (Belgique), le musée Art et Marges à Bruxelles (Belgique) …
Il réalise de nombreuses expositions à Paris, Le Mans, Rennes, Laval, Nice, Lyon, Strasbourg, à New York, dans le Michigan, à Munich, Zagreb, Minsk, Bruxelles,Lièges, …
En 2022, une quarantaine de ses oeuvres, sculptures et de peintures, est exposée au Centre Cristel Éditeur d'Art à Saint-Malo, au sein d'une exposition nommée Couleurs et nudité. La même année, en juin, il est exposé à la galerie La Fabuloserie à Paris, dernière exposition programmée de son vivant, avec notamment quelques uns de ses "essuyages".
En 2023, l’exposition « Rêves et cauchemars » de l'artiste Alain Lacoste est présentée au Musée Robert Tatin (du Conseil départemental de la Mayenne). Elle rassemble une centaine d’œuvres de la période où les deux artistes Lacoste et Tatin se sont côtoyés.
En 2024, une quinzaine d’œuvres d’Alain Lacoste est présentée lors de l’exposition « Hors Cadre », dans la Collégiale de Loudun.  

## Publications
- · Le Veilleur inutile. Éditions Hervé Aussant, 1987.
- Les Jardiniers de la Mémoire, catalogue, septembre 1989.
- Création Franche, no 4, novembre 1991.
- Regards sur la collection, catalogue, mars 1994.
- Exposition d’enveloppes peintes ou diversement illustrées, catalogue, juillet 1994.
- Création Franche, no 15, janvier 1998.
- Les Jardiniers de la Mémoire, catalogue, septembre 1998.
- Le Cas Lacoste, musée de Bègles, 2002.
- Collection Création Franche – 1989-2010, catalogue, septembre 2010.
- Création Franche, hors-série, no 2, avril 2015.
- Bricoleur de poésie, catalogue musée de Bègles, 2020.
- Alain Lacoste, peigneur de femmes, Christophe Penot, Éditions Cristel, 2022.
- Hommage à Alain Lacoste, revue TRAKT n°17, 2022. Interview en 2005, par Jeanine Rivais.
- Rêves et Cauchemars, catalogue Musée Robert Tatin, 2023.
- Alain Lacoste, Roman Petroff (en collaboration avec Michel Leroux), catalogue-bibliographie, Éditions Cristel, 2024.

Site Internet de l' Association La Compagnie Alain Lacoste : https://www.lacompagniealainlacoste.com